# 腰投げ
腰投げ（こしなげ）とは、相撲の決まり手の一つである。四つ相撲から相手の体を自分の腰に乗せて投げる技。珍しい決まり手で、最近の幕内の取組では、2003年1月場所10日目に若の里が海鵬に、2004年7月場所2日目には朝赤龍が武雄山に決めている。十両では2010年1月場所5日目に、海鵬が千代白鵬にこの技で勝った（十両で決まったのは41年ぶり。1969年春場所で、大文字が北の花に決めて以来）。
相手を腰に乗せる為には、自分の体勢を低くしなければならず、なおかつ膝を地面につくことはできない。柔道やレスリングでは基本的な技であるが、相撲での頻度は低い。
本来のこの技は柔道でいえば、腋を掬えば大腰、上手にとれば大釣腰、下手にとれば小釣腰である。一方、講道館機関誌『柔道』1948年5月号で、玉嶺生は、腰車も浅いと首投げだが深く入った場合は腰投げであろう、と述べている。また、彼は、浴びされる恐れがあるので滅多に出ないが柔道の釣込腰も腰投げとなるであろう、と述べている。他の方法で腰に乗せて投げてもこの決まり手になることがある。2016年5月場所10日目には宇良が出羽疾風にこの技で勝った。これは柔道で言えば外巻込であった。2017年11月場所9日目では照強が貴源治に決めている。これは柔道で言えば一本背負投の変化技逆一本背負投であった。